# Lee Mi-do
Lee Mi-do (en hangul, 이미도); nacida el 25 de mayo de 1982) es una actriz surcoreana.

## Carrera
Es miembro de la agencia J,Wide-Company (제이와이드 컴퍼니 ).
En 2022 se unirá al elenco recurrente de la serie The Mansion donde dio vida a Sook-ja, la presidente de Jangmi Mansion, quien lidera la reconstrucción del apartamento.

## Filmografía

### Cine
| Año  | Título                          | Papel                                       | Notas              |
| ---- | ------------------------------- | ------------------------------------------- | ------------------ |
| 2004 | Flying Boys                     | Estudiante problemática                     |                    |
| 2005 | Another Public Enemy            |                                             |                    |
| 2005 | Marrying the Mafia II           | Camarera                                    |                    |
| 2006 | A Millionaire's First Love      |                                             |                    |
| 2006 | Hanbando                        |                                             |                    |
| 2007 | Herb                            |                                             |                    |
| 2007 | Skeletons in the Closet         |                                             |                    |
| 2008 | Forever the Moment              | Hyeon-ja                                    |                    |
| 2009 | Why Did You Come to My House?   |                                             |                    |
| 2009 | Mother                          | Estudiante Hyung-teo                        |                    |
| 2009 | The Code of a Duel              | Secretaria 2                                |                    |
| 2009 | Paju                            | Gerente de organización de derechos humanos |                    |
| 2009 | Jeon Woo-chi: The Taoist Wizard | Chica de palacio 2                          |                    |
| 2010 | Attack the Gas Station 2        | Lee Mi-do                                   |                    |
| 2010 | Secret Love                     | Enfermera Park                              |                    |
| 2010 | Happy Killers                   | Jjookkoomi                                  |                    |
| 2010 | A Long Visit                    | Guionista Lee                               |                    |
| 2010 | Cyrano Agency                   | So-yun                                      |                    |
| 2010 | The Unjust                      | Mujer de Lee Dong-seok                      |                    |
| 2011 | Chupachups                      |                                             | Cortometraje       |
| 2011 | Little Black Dress              | Estudiante de secundaria                    |                    |
| 2011 | Pained                          | Vendedora callejera                         |                    |
| 2011 | Pitch High                      | Señorita Lee                                |                    |
| 2011 | Chilling Romance                | Yoo-jin                                     |                    |
| 2012 | I Am the King                   |                                             |                    |
| 2012 | Ghost Sweepers                  | Joon-kyung                                  | Cameo              |
| 2012 | 26 Years                        | Madre de Kwak Jin-bae                       |                    |
| 2013 | Queen of the Night              | Madre de Jeong-tae                          |                    |
| 2013 | Marriage Blue                   | Novia excéntrica                            | Aparición especial |
| 2014 | Whistle Blower                  | Mujer de Yoon Min-cheol                     |                    |
| 2014 | Red Carpet                      | Sunny                                       |                    |
| 2015 | The Beauty Inside               | Hong Eun-soo                                |                    |
| 2015 | Sunshine Love                   | Sung-hee                                    |                    |
| 2016 | Familyhood                      | Lee Joo-hwa                                 | Aparición especial |
| 2017 | Daddy You, Daughter Me          | Diputada Na Yoon-mi                         |                    |
| 2020 | Night of the Undead             | Yang-sun                                    |                    |
| 2022 | A Day in Tongyeong              | Seong-seon                                  | [ 3 ] [ 4 ]        |
| 2023 | Single in Seoul                 | Colega de Joo Hyeon-jin                     | [ 5 ]              |
| 2024 | Victory                         | Profesora de lengua coreana                 | [ 6 ]              |

### Series de televisión
| Año     | Título                                    | Papel          | Canal     | Notas              | Ref.                 |
| ------- | ----------------------------------------- | -------------- | --------- | ------------------ | -------------------- |
| 2011    | Ojakgyo Family                            | Nam-sook       |           |                    |                      |
| 2012    | 21st Century Family                       | Lee Eun-pyo    | tvN       |                    |                      |
| 2012    | Ugly Miss Young-ae 10                     |                |           | Invitada (ep. 1)   |                      |
| 2012    | It Was Love                               | Kim Mi-jin     | MBC       |                    |                      |
| 2012    | Mellow in May                             |                | KBS2      | KBS Drama Special  |                      |
| 2013    | The Queen of Office                       | Park Bong-hee  | KBS2      |                    |                      |
| 2013    | The King's Daughter, Soo Baek-hyang       | Mak-geum       |           |                    |                      |
| 2013    | Marry Him If You Dare                     | Bae Hyun-ah    | KBS2      |                    |                      |
| 2014    | You Are My Destiny                        | Kim Mi-ja      | MBC       |                    |                      |
| 2014    | Mr. Back                                  | Son Woo-young  | MBC       |                    |                      |
| 2015    | Unkind Ladies                             | Park Eun-shil  | KBS2      |                    |                      |
| 2015    | Cheer Up!                                 | Nam Jung-a     | KBS2      |                    |                      |
| 2016    | Mrs. Cop 2                                | Bae Soo Min    | SBS       |                    |                      |
| 2016    | Sweet Stranger and Me                     | Lee Mi-sun     | KBS2      | Cameo              |                      |
| 2017    | Papá está extraño                         | Kim Yoo-joo    | KBS2      |                    |                      |
| 2018    | Hold Me Tight                             | Yoon Hong-sook | MBC       |                    |                      |
| 2019    | My Lawyer, Mr. Jo 2: Crime and Punishment | Oh Jung-ja     | KBS2      |                    |                      |
| 2020    | Oh, mi bebé                               | Kim Eun-young  | tvN       |                    |                      |
| 2020    | 18 Again                                  | Choo Ae-rin    | JTBC      |                    |                      |
| 2022    | The Mansion                               | Sook-ja        | TVING     | Serie web          | [ 7 ]                |
| 2022    | Kiss Sixth Sense                          | Lisa           |           | Serie web, cameo   |                      |
| 2022    | La vida fabulosa                          | Hong Ji-seon   | Netflix   | Serie web          | [ 8 ]                |
| 2023    | The Secret Romantic Guesthouse            | Naju           | SBS       |                    | [ 9 ]                |
| 2023    | My Dearest                                | Yang Si        | MBC       | Aparición especial | [ 10 ]               |
| 2023-24 | Entre él y ella                           |                | Channel A | Aparición especial | [ 11 ]               |
| 2024    | The Judge from Hell                       | Seo Hwa-seon   | SBS       |                    | [ 12 ] [ 13 ] [ 14 ] |
| 2024    | Jeong-nyeon: The Star Is Born             | Patricia Kim   | tvN       |                    | [ 15 ]               |
| 2025    | Si la vida te da mandarinas...            | Mi-suk         | Netflix   | Aparición especial | [ 16 ] [ 17 ]        |
| 2025    | ¡Entrenando por amor!                     | Choi Ro-sa     | KBS2      |                    | [ 18 ] [ 19 ]        |
| 2025    | ¡Oh, mis clientes fantasmas!              |                | MBC       | Aparición especial | [ 20 ]               |

### Variedades televisivas
| Año     | Título                 | Función            | Notas       | Ref.   |
| ------- | ---------------------- | ------------------ | ----------- | ------ |
| 2019-20 | The Return of Superman | Narradora          | Ep. 307–340 | [ 21 ] |
| 2021    | Fireworks Handsome     | Presentadora       |             | [ 22 ] |
| 2021    | Goal Girl              | Miembro del equipo |             | [ 23 ] |